# Plenty
Plenty (яп. プレンティ пленти) — японская музыкальная инди-рок группа из префектуры Ибараки, основанная в 2004 году, в состав которой входят трое участников: Энума Фумия, Нитта Нориаки и Накакмура Итта.
На 2015 год группа имеет контракт с такими компаниями как Faith Music Entertainment Inc. и Headphone Music Label. Члены группы по информации на 2015 год живут в Токио. За время своего существования, группа выпустила 5 альбомов и 7 мини-альбомов.

## История
Все началось со средней школы, когда Энума Фумия, Нитта Нориаки и Йосиока Хироки (бывший участник группы) учились в одном классе. Они решили сформировать группу для участия на школьном фестивале. На тот момент вокалисткой группы была девушка. Своих сочинений у них не было, но уже на втором году обучения в старшей школе, Plenty серьёзно занялись музыкой, они стали от каверов постепенно переходить к собственным песням. Группа состояла из четырёх человек до тех пор, пока они не закончили школу. Вот так, начав с подражания различным музыкантам, исполняя кавер-версии, Plenty пришли к собственному стилю. Так как по окончании школы вокалистка покинула группу, Энума взял дело в свои руки, в том числе и роль их лидера. Название группы «Plenty» возникло спонтанно, это случилось в 2008 году на Countdown Japan 08/09: перед выступлением им нужно было срочно придумать название, чтобы их огласили, но в голову ничего не приходило. Во время разговора их басист, Нитта, обмолвился, что ходил недавно в «plenty» (магазин/кафе в их родном городе) есть парфе. Так, собственно и появилось название группы. После ухода их ударника Йосиока Хироки в 2011 году, Plenty долгое время выступали с помощью дополнительных участников с других групп, таких как Daiki Nakahata и Mikio Hirama, но уже в 2014 году к ним присоединился ударник Накакмура Итта, и Plenty стали полноценной группой.

## Состав

### Участники
- Вокал/Гитара: 江沼 郁弥 (Enuma Fumiya/Энума Фумия) [1988.9.24]
- Бас гитара: 新田 紀彰 (Nitta Noriaki/Нитта Нориаки) [1988.4.8]
- Ударные: 中村一太 (Nakamura Itta/Накакмура Итта) [1988.11.20]

### Дополнительные участники
- Гитара: 平間 幹央 (Mikio Hirama/Микио Хирама) [1976.5.5]
- Ударные: 中畑 大樹 (Daiki Nakahata/Даики Накахата) [1974.7.25]

### Бывший участник
- Ударные: 吉岡 紘希 (Hiroki Yoshioka/Хироки Ёшиока) [1989.1.18]

Был в группе с 2004 по 2011 год, в данный момент в составе группы ampel.

## Дискография
- Plenty Demo (2009) мини альбом

1. ボクのために歌う吟 Boku no tame ni utau Gin
2. 後悔 Kōkai

- 1st Mini album 拝啓。皆さま(Dear Everyone) (2009.10.21)

1. 理由 Riyū
2. ボクのために歌う吟 Boku no tame ni utau Gin
3. 東京 Tōkyō
4. ゆれて…Yurete…
5. よわむし Yowa mushi
6. 後悔 Kōkai
7. 拝啓。皆さま Haikei. Minasama

- 2nd Mini album 理想的なボクの世界(The ideal world of mine) (2010.04.21)

1. 明日から王様 Ashita kara ōsama
2. 少年 Shōnen
3. からっぽ Karappo
4. はずれた天気予報 Hazureta tenkeyohō
5. 枠 Waku
6. その叙情に Sono jojō ni
7. 匿名 Tokumei
8. 大人がいないのは明日まで Otona ga inai no wa ashita made

- 1st EP 人との距離のはかりかた/最近どうなの?/人間そっくり (2011.01.12)

1. 人との距離のはかりかた Hito to no kyori no hakari kata
2. 最近どうなの? Saikin dōnano?
3. 人間そっくり Ningen sokkuri

- 2nd EP 待ち合わせの途中/終わりない何処かへ/空が笑ってる (2011.05.25)

1. 待ち合わせの途中 Machiawase no tochū
2. 終わりない何処かへ Owarinai dokoka e
3. 空が笑ってる Sora ga waratteru

- Sound Track Film あいという (2011.12.07)

1. あいという Ai to iu
2. スローモーションピクチャーSurōmōshonpikuchā

- 1st album plenty (2012.02.15)

1. はじまりの吟 Hajimari no Gin
2. 普通の生活 Futsūnoseikatsu
3. 待ち合わせの途中 Machiawase no tochū
4. 人との距離のはかりかた hito to no kyori no hakari kata
5. おりこうさん Ori Kō-san
6. 人間そっくり Ningen sokkuri
7. 空が笑ってる Sora ga waratteru
8. スローモーションピクチャーSurōmōshonpikuchā
9. あいという Ai to iu
10. 砂のよう Suna no you
11. 風の吹く町 Kaze no fuku machi
12. 蒼き日々 Aoki hibi

- 3rd EP 傾いた空/能天気日和/ひとつ、さよなら (2012.08.01)

1. 傾いた空 Katamuita sora
2. 能天気日和 Nō tenki biyori
3. ひとつ、さよなら Hitotsu, sayonara

- 4th EP ACTOR / DRIP / ETERNAL (2012.11.07)

1. ACTOR
2. DRIP
3. ETERNAL

- 2nd album this (2013.05.29)

1. プレイヤーPureiyā
2. 或る話 Aru hanashi
3. 劣勢 Ressei
4. fly&fall
5. 境界線 Kyōkai-sen
6. somewhere
7. まだみぬ君 Mada minu kimi
8. 手のなるほうへ Te no naru hō e
9. よろこびの吟 Yorokobi no uta
10. いつかのあした Itsuka no ashita

- 1st Concept album r e (construction) (2013.12.04)

1. ETERNAL
2. 普通の生活 Futsuu no seikatsu
3. 少年 Shounen
4. 待ち合わせの途中 Machiawase no tochuu
5. 理由 Riyuu
6. 人との距離のはかりかた Hito to no kyori no hakari kata

- 5th EP これから / 先生のススメ / good bye (2014.01.29)

1. これから Korekara
2. 先生のススメ Senseinosusume
3. good bye

- 3rd Mini album 空から降る一億の星 (2014.11.05)

1. 手紙 Tegami
2. 幼き光 Osanaki hikari
3. ぼくがヒトであるなら Boku ga hito de aru nara
4. パンク Punk
5. 見知らぬ朝 Mi shiranu asa
6. イキルサイノウ Ikiru sainou
7. 空から降る一億の星 Sora kara furu ichioku no hoshi

## Деятельность
- 2008: выступление на «Countdow Japan 08/09»
- 2009/05: первый сольный концерт на «Kichijoji WARP»
- 2009: релиз 1000 копий демо-альбома «Kokai»
- 2009/10/21: релиз первого альбома «Haikei. Minna-sama»
- 2009/10/24: распроданы все билеты на сольный концерт «Reko-hatsu wanman `Haikei. Minasama'»
- 2010/01: турне по Японии: «plenty tour `Haikei. Minasama`»
- 2010/04/21: релиз второго альбома «Risouteki na Boku no Sekai»
- 2011/01/12: релиз сингла «Hito tono Kyori no Hakarikata /Saikin Dou nano / Ningen Sokkuri»
- 2011/05/25: релиз сингла «Machiawase no Tochu / Owari no Nai Dokoka e / Sora ga Waratteru»
- 2011/12/07: релиз сингла «Sound Film Track»
- 2012/02: релиз нового видео «Aoki Hobi» и нового альбома «Plenty»
- 2012/04: второе турне по Японии
- 2012/08/01: релиз нового EP «Katamuita sora» и одноимённого видео
- 2012/09: третье турне по Японии
- 2012/09: релиз нового видео «Hitotsu, sayonara»
- 2012/11/07: релиз нового EP «Actor/Drip/Eternal» + 3 видео
- 2013/02/19: релиз нового видео «Player»
- 2013/05/29: релиз альбома «this»
- 2014/01/29: релиз нового EP「これから/先生のススメ/good bye」
- 2014/11/05: релиз нового мини альбома «Sora Kara Furu ichioku no hoshi». Опрос